# Litlanesholmen
Litlanesholmen est une île norvégienne du comté de Hordaland appartenant administrativement à Bømlo.

## Description
Rocheuse et couverte d'une légère végétation, elle s'étend sur environ 107 m de longueur pour une largeur approximative de 49 m.  